# Peter Frankl
Peter Frankl (hongarès: Frankl Péter)  (Budapest, 2 d'octubre de 1935) és un pianista britànic d'origen hongarès. Interpreta principalment música de l'època clàssica (en particular Mozart), l'època romàntica i l'inici del període modern. Els seus enregistraments inclouen la música per a piano completa de Debussy i Schumann.
Després d'estudiar a l'Acadèmia de Música Franz Liszt de Budapest, Frankl va guanyar diversos concursos de piano a finals dels anys cinquanta. Va debutar al concert a Londres el 1962 i va actuar per primera vegada a Nova York el 1967 quan va aparèixer amb la Cleveland Orchestra sota la direcció de George Szell. També va estudiar amb Maria Curcio, l'última i favorita alumna d'Artur Schnabel. Des de llavors ha aparegut com a solista amb moltes altres orquestres i directors. Ha estat convidat a molts festivals internacionals, per exemple interpretant el concert de piano Britten amb el compositor dirigint al Festival Internacional d'Edimburg.
El repertori de Frankl també inclou música de cambra. Eleanor Warren de la BBC va formar una col·laboració a llarg termini entre Frankl i el seu compatriota violinista György Pauk i el violoncel·lista nord-americà Ralph Kirshbaum. Més tard, la BBC va encarregar Fourteen Little Pictures de James MacMillan amb motiu del 25è aniversari del seu trio el 1997.
Frankl és professor de piano a la "Yale School of Music de New Haven", Connecticut. També és mestre en línia a i "Classical Academy" amb qui ha enregistrat diverses classes magistrals en línia.